# Charles VI (film)
Pour plus de détails, voir Fiche technique et Distribution.
Charles VI est un film muet français réalisé par Louis Feuillade et sorti en 1911.

## Fiche technique
- Réalisation et scénario : Louis Feuillade
- Société de production : Société des Établissements L. Gaumont
- Pays : France
- Format : Muet - Noir et blanc - 1,33:1 - 35 mm
- Métrage : 300 m
- Genre : Drame
- Date de sortie : 
  -  France - 1911